# Лео ван дер Ельст
Лео ван дер Ельст (нід. Leo Van Der Elst, нар. 7 січня 1962, Опвейк) — бельгійський футболіст, що грав на позиції опорного півзахисника. По завершенні ігрової кар'єри — тренер. Молодший брат іншого бельгійського футболіста Франсуа ван дер Ельста.

## Клубна кар'єра
У дорослому футболі дебютував 1979 року виступами за команду клубу «Антверпен», в якій провів п'ять сезонів, взявши участь у 62 матчах чемпіонату. 
Згодом з 1984 по 1994 рік грав у складі команд клубів «Брюгге», «Мец», «Валвейк», «Шарлеруа» та «Генк». Протягом цих років виборов титул чемпіона Бельгії.
Завершив професійну ігрову кар'єру у клубі «Ендрахт», за команду якого виступав протягом 1994—1995 років.

## Виступи за збірну
У 1984 році дебютував в офіційних матчах у складі національної збірної Бельгії. Протягом кар'єри у національній команді, яка тривала 4 роки, провів у формі головної команди країни 13 матчів.
У складі збірної був учасником чемпіонату світу 1986 року у Мексиці.

## Кар'єра тренера
Розпочав тренерську кар'єру, очоливши 1999 року тренерський штаб клубу «Остенде», де пропрацював один сезон.
Наразі останнім місцем тренерської роботи був клуб «Ендрахт», головним тренером команди якого Лео ван дер Ельст був протягом 2002–2003 років.

## Титули і досягнення
- Володар Кубка Бельгії (1):

«Брюгге»: 1985-86
- Володар Суперкубка Бельгії (1):

«Брюгге»: 1986
- Чемпіон Бельгії (1):

«Брюгге»: 1987-88